# Терехов Григорій Анатолійович
Григо́рій Анато́лійович Те́рехов (нар. 17 червня 1960; Чапаєве, Чутівський район, Полтавська область, УРСР — пом. 21 липня 2014; Костянтинівка, Донецька область, Україна) — старший лейтенант Збройних сил України, учасник російсько-української війни.

## Біографія
Народився 1960 року в селі Чапаєвка Чутівського району Полтавської області.
Закінчив Новокочубеївську школу. В 1979—1981 роках служив в лавах РА, зварювальник-стрілець. На початку 1980-х працював старателем в Магаданській області.
У часі війни — доброволець. Заступник командира по роботі з особовим складом, 34-й батальйон територіальної оборони «Батьківщина».
Загинув 21 липня 2014-го під час виявлення та обстрілу бойовиків на блокпосту № 3402 під Костянтинівкою — зазнав 4 кульових поранень у живіт, вранці помер після операцій у Костянтинівській ЦРЛ.
Вдома лишилися дружина, донька Катерина та син Олександр. Похований у Петрівці 26 липня 2014-го.
Похований в Чапаєвому Чутівського району.

## Нагороди
За особисту мужність і героїзм, виявлені у захисті державного суверенітету та територіальної цілісності України, вірність військовій присязі під час російсько-української війни 4 червня 2015 року нагороджений орденом Богдана Хмельницького ІІІ ступеня (посмертно).